# Drnholec
Drnholec (niem. Dürnholz) – miasteczko na Morawach, w Czechach, w kraju południowomorawskim. Według danych z 4 lutego 2011 liczba jego mieszkańców wyniosła 1671 osób.
W miasteczku znajduje się kilka zabytkowych obiektów:
- kościół Przenajświętszej Trójcy,
- fara,
- renesansowo-klasycystyczny ratusz,
- pałac, pierwotnie zamek,
- słup maryjny.